# Mansfeld
Mansfeld é um cidade no distrito de Mansfeld Südharz, em Saxônia-Anhalt, Alemanha. É situado junto ao rio Wipper, aproximadamente 10km ao noroeste de Eisleben.